# Colin Baker
Colin Baker (* 8. června 1943) je britský herec, nejvíce známý díky roli šestého Doktora v britském sci-fi seriálu Doctor Who a nebo také díky roli Paul Merroney v seriálu The Brothers.

## Mládí
Colin se narodil ve Waterloo v Londýně, avšak se s rodinou přestěhoval do Rochdalu, když mu byly tři roky.Tam začal studovat na univerzitě St Bede's College v Manchesteru. Původně studoval na právníka. Když mu bylo 23, Baker se zapsal na Londýnskou akademii hudby a dramatických umění (London Academy of Music and Dramatic Art). Jeho první role byla ve filmové adaptaci The Roads to Freedom. V roce 1972 hrál roli Anatole Kuragin v seriálu War and Peace. Ovšem jeho nejvýznamnější role sedmdesátých let byla role Paul Merroney v seriálu The Brothers.

## Doctor Who
Colin Baker si zahrál v seriále už jednu roli před tím než hrál Doktora. Bylo to v roce 1983 v epizodě Arc of Infinity, kde ztvárnil postavu komandéra Maxila. Když vyhrál casting a měl nahradit pátého doktora Petera Davinsona, mnoho fanoušků vyčítalo BBC právě toto opakování herců. Ovšem nyní je to v seriále častější - Karen Gillan (Amy Pond) si zahrála v epizodě The Fires of Pompeii zlou čarodějnici a v téže epizodě si zahrál i Peter Capaldii pozdější představitel Dvanáctého Doktora. Colin Baker není nijak příbuzný s Tomem Bakerem, představitelem čtvrtého Doktora. Za éry šestého doktora, se divákům ve sledování opět udělal zmatek - doba jedné epizody se z 25 minut změnila na 45 minut a také se čachrovalo s charakteristikou Doktora, aby se vyvolala větší dynamika. Šestý doktor byl šílený, egoistický a měl rád barvy. Nosil barevný deštník, žluté kalhoty a barevné sako. Pokračoval v éře otazníků na límci. Úspěšné to rozhodně nebylo. Sledovanost rapidně klesla, protože diváky nové změny vůbec nenadchly. V roce 1985 muselo být vysílání přerušeno. Za 18 měsíců bylo vysílání obnoveno, ovšem místo Colina Bakera nastoupil Sylvester McCoy jakožto nový doktor. Colin Baker byl jediný doktor, který odešel nedobrovolně. V roce 2013 si ale zahrál společně s Peterem Davisonem a Sylvesterem McCoyem ve speciále The Five(ish) Doctors Reboot.

## Osobní život
V roce 1976 si vzal Lizu Goddardovou, se kterou měli syna Jacka Bakera. Ten zemřel už jako novorozenec. Kvůli tomu se Colin začal zajímat o Syndrom náhlého úmrtí novorozenců a finančně podporoval nadaci pro studium náhlého úmrtí. V roce 1982 si vzal Marion Wyattovou, se kterou má čtyři dcery. Bakerův kamarád je známý americký spisovatel Stephen R. Donaldson, který mu věnoval svůj román Forbidden Knowledge.

## Filmografie

### Filmy
| Rok  | Název                                 | Role            | Poznámky       |
| ---- | ------------------------------------- | --------------- | -------------- |
| 1975 | Drive Carefully, Darling              | Mozek           | Krátký         |
| 1999 | The Harpist                           | Father Rupitsch |                |
| 2000 | The Asylum                            | Arbuthnot       |                |
| 2004 | D'Artagnan et les trois mousquetaires | Rutaford        |                |
| 2014 | Finding Richard                       | Grandad         | Krátký         |
| 2014 | Shadows of a Stranger                 | William Fallon  |                |
| 2014 | A Dozen Summers                       | The Narrator    | Post-produkční |
| 2015 | The Mild Bunch                        | John Harold     | Oznámený       |

### Televize
| Rok       | Název                                      | Role                               | Poznámky                               |
| --------- | ------------------------------------------ | ---------------------------------- | -------------------------------------- |
| 1970      | The Adventures of Don Quick                | Rebel                              | Epizoda: People Isn't Everything       |
| 1970      | Happy Ever After                           | Recepční                           | Epizoda: The Ambassador                |
| 1970      | No – That's Me Over Here!                  | Neznámá                            | 2 epizody                              |
| 1970      | Roads to Freedom                           | Claude                             | 3 Epizody                              |
| 1971      | The Mind of Mr. J. G. Reeder               | Reigate                            | Epizoda: The Shadow Man                |
| 1971      | Public Eye                                 | Town Hall Clerk                    | Epizoda: The Man Who Didn't Eat Sweets |
| 1971      | Cousin Bette                               | Count Wenceslas Steinbock          | 5 Epizod                               |
| 1971      | The Silver Sword                           | German Lieutenant                  | 1 Epizoda                              |
| 1971      | Now Look Here                              | Neznámo                            | 1 Epizoda                              |
| 1972      | War & Peace                                | Anatole Kuragin                    | 4 Epizody                              |
| 1972      | The Moonstone                              | John Herncastle                    | 1 Epizoda                              |
| 1972      | The Man Outside                            | Glover                             | Epizoda: Murder Story                  |
| 1972      | Villains                                   | Reporter                           | His Dad Named Him After the General    |
| 1973      | The Edwardians                             | Joseph Laycock                     | Epizoda: Daisy                         |
| 1973      | Harriet's Back in Town                     | Mike Baker                         | 2 Epizody                              |
| 1973      | Great Mysteries                            | George Barclay                     | Epizoda: A Terribly Strange Bed        |
| 1974      | Within These Walls                         | David Jenkins                      | Epizoda: Prisoner by Marriage          |
| 1974      | The Carnforth Practice                     | Bob Anderson                       | Epizoda: Undue Influence               |
| 1974      | Fall of Eagles                             | Crown Prince Willie                | 2 Epizody                              |
| 1974–1976 | The Brothers                               | Paul Merroney                      | 46 Epizod                              |
| 1979      | Doctors and Nurses                         | Mr. Bennett                        | Epizoda: Mums and Dads                 |
| 1980      | Blakes 7                                   | Bayban                             | Epizoda: City at the Edge of the World |
| 1980      | For Maddie with Love                       | Neznámo                            |                                        |
| 1981      | Dangerous Davies: The Last Detective       | William Lind                       | Televizní film                         |
| 1982      | Juliet Bravo                               | Frankie Miller                     | Epizoda: The Intruder                  |
| 1983      | The Citadel                                | Mr. Vaughan                        | 1 Epizoda                              |
| 1983      | Doctor Who                                 | Komandér Maxil                     | 3 Epizoda                              |
| 1984      | Swallows and Amazons Forever!: Coot Club   | Dr. Dudgeon                        | Televizní film                         |
| 1984      | Swallows and Amazons Forever!: The Big Six | Dr. Dudgeon                        | Televizní film                         |
| 1984–1986 | Doctor Who                                 | Doktor                             | 32 Epizod                              |
| 1985      | Jim'll Fix It                              | Doktor                             | Epizoda: A Fix with Sontarans          |
| 1986      | Roland Rat: The Series                     | Doctor Who                         | 1 Epizoda                              |
| 1989      | Myth Makers Vol. 19: Colin Baker           | Himself                            | Video                                  |
| 1989      | Casualty                                   | Colin Miles                        | Epizoda: Accidents Happen              |
| 1992      | Summoned by Shadows                        | The Stranger                       | Video krátké                           |
| 1992      | More Than a Messiah                        | The Stranger                       | Video krátké                           |
| 1992      | Cybermen: The Early Years                  | Presenter                          | Video                                  |
| 1993      | The Young Indiana Jones Chronicles         | Harry George Chauvel               | Epizoda: Palestine, October 1917       |
| 1993      | Doctor Who: Dimensions in Time             | Šestý Dokor                        | TV krátký                              |
| 1993      | The Stranger: In Memory Alone              | The Stranger                       | Video                                  |
| 1993      | The Airzone Solution                       | Arnold Davies                      | Video                                  |
| 1994      | The Zero Imperative                        | Peter Russell                      | Video                                  |
| 1994      | The Stranger: The Terror Game              | The Stranger / Soloman             | Video                                  |
| 1994      | Breach of the Peace                        | The Stranger / Soloman             | Video                                  |
| 1995      | Harry's Mad                                | Mr. Perkins                        | Epizoda: Meaty Chunks                  |
| 1995      | Eye of the Beholder                        | The Stranger / Soloman             | Video                                  |
| 1997      | The Famous Five                            | Fake Mr. Brent                     | 2 Epizody                              |
| 1997      | Jonathan Creek                             | Hedley Shale                       | The Wrestler's Tomb                    |
| 1997      | The Knock                                  | Donald Dewhurst / Desmond Dewhurst | 4 Epizody                              |
| 1997      | A Dance to the Music of Time               | Canon Fenneau                      | Epizoda: Post War                      |
| 1997      | The Bill                                   | William Guthrie                    | Epizoda: Going Down                    |
| 1998      | Casualty                                   | David Vincent                      | Epizoda: An Eye for an Eye             |
| 1999      | Sunburn                                    | John Buchanan                      | 1 Epizoda                              |
| 1999      | The Waiting Time                           | Giles Fleming                      | Televizní film                         |
| 1999      | Dangerfield                                | Vicar                              | Epizoda: Haunted                       |
| 1999      | Soul's Ark                                 | Galico                             | Video                                  |
| 2000      | Hollyoaks                                  | The Judge                          | 1 Epizoda                              |
| 2000      | Time Gentlemen Please                      | Professor Baker                    | Epizoda: Day of the Trivheads          |
| 2000      | TravelWise                                 | Jonathan                           | Video                                  |
| 2001      | Doctors                                    | Jack Howard                        | Epizoda: Matters of Principle          |
| 2002      | Doctor Who: Real Time                      | Doktor                             | 6 Epizod                               |
| 2003      | Top Gear                                   | Doktor                             | 1 Epizod                               |
| 2004      | The Impressionable Jon Culshaw             | Mr. Allen                          | 1 Epizod                               |
| 2006      | The Afternoon Play                         | Judge                              | Epizoda: Your Mother Should Know       |
| 2006      | Doctors                                    | Charles Dillon                     | Epizoda: Honourable Gentlemen          |
| 2009      | Kingdom                                    | Mr. Dodds                          | 1 Epizoda                              |
| 2009      | Doktoři                                    | Professor Claybourne Jarvis        | Epizoda: The Romantics                 |
| 2011      | Doktoři                                    | Augustus Bloom                     | Epizoda: Every Heart That Beats        |
| 2013      | The Five(ish) Doctors Reboot               | Sám sebe                           | Televizní film                         |
| 2015      | Star Trek Continues                        | Neznámo                            | Epizoda: The White Iris                |